# The Felice Brothers
The Felice Brothers sind eine US-amerikanische New Folk Rock-/Country-Rock-Band  aus Upstate New York, die seit 2006 besteht. Die Gruppe setzt sich aus den Geschwistern Ian, Simone und James Felice sowie deren Freunden Christmas Clapton und Greg Farley zusammen.

## Werdegang
Nachdem die Band vor allem als Straßenmusiker in New York aufgetreten und eine lokale Größe geworden ist, erhielt sie während einer Tour durch England die Möglichkeit, eine Platte bei dem Produzenten Paul Schiavo aufzunehmen – Through These Reins and Gone wurde das Debüt-Album der Gruppe.
Durch dieses Album erhielt die Band Aufmerksamkeit in der erstarkten New Folk-Szene der USA. Die Nachfolger Tonight at the Arizona und The Felice Brothers verhalfen den Felice Brothers schließlich zum endgültigen Durchbruch und brachten ihnen weite Anerkennung, insbesondere auch in Europa. Simone Felice verließ die Band 2009 und begann eine Solokarriere.
Inhaltlich kann man die Felice Brothers als klassische Storyteller im Stile Bob Dylans oder Woody Guthries einordnen, wobei sie vor allem Geschichten aus der Sicht der gesellschaftlichen Verlierer, Deklassierten, Außenseiter erzählen. Auch musikalisch orientieren sie sich an traditionellem amerikanischen Folk. So nutzen sie überwiegend klassische Folk-Instrumente wie Gitarre, Fiddle, Mundharmonika oder Akkordeon.

## Diskografie
- Through These Reins and Gone (2006)
- Tonight at the Arizona (2007)
- The Felice Brothers (2008)
- Yonder Is the Clock (2009)
- Mix Tape (2010)
- Celebration, Florida (2011)
- Favorite Waitress  (2014)
- Life in the Dark (2016)
- Undress (2019)
- From Dreams to Dust (2021)
- Valley of Abandoned Songs (2024)